# St. Gangolf (Bamberg)

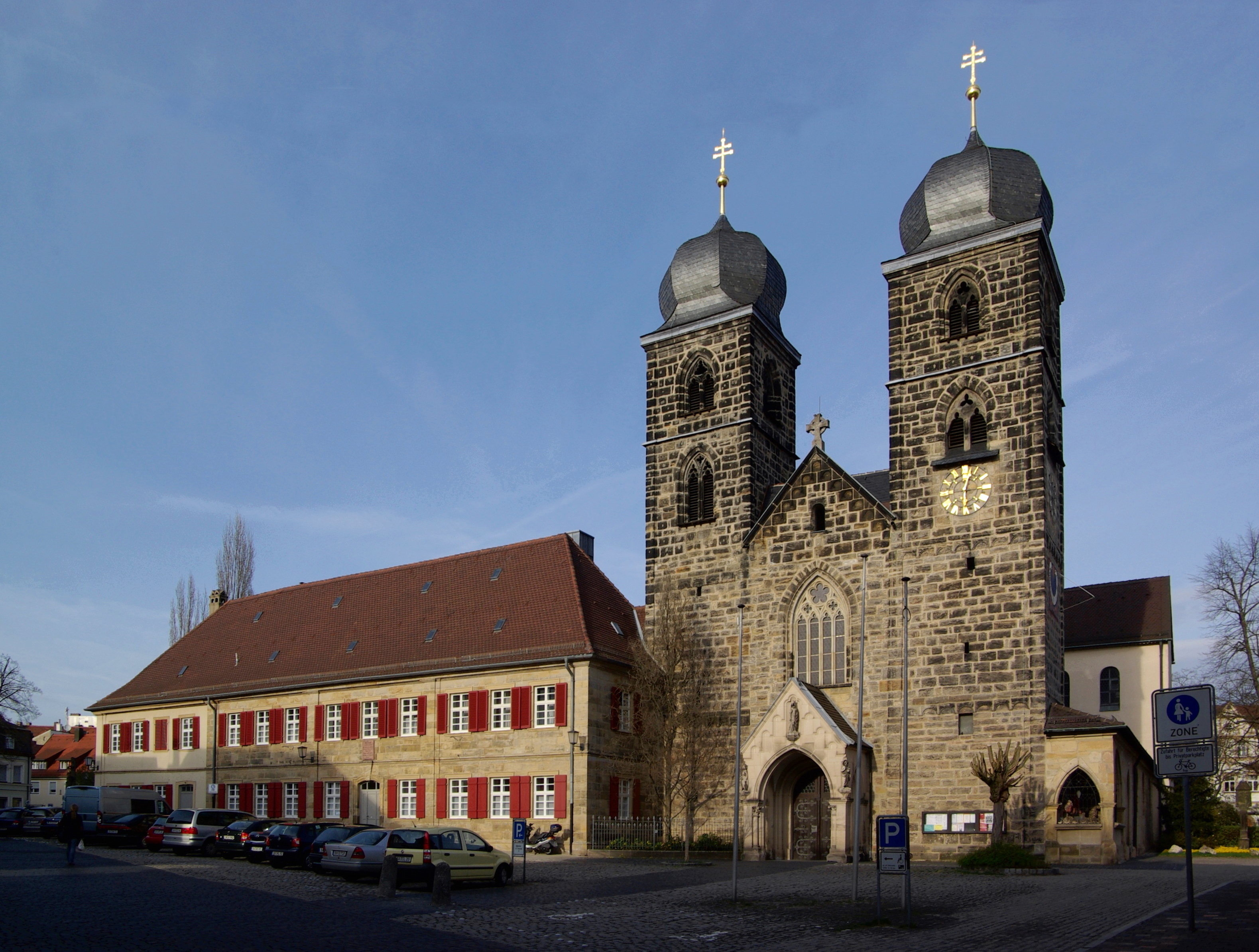
St. Gangolf von Westen, April 2011

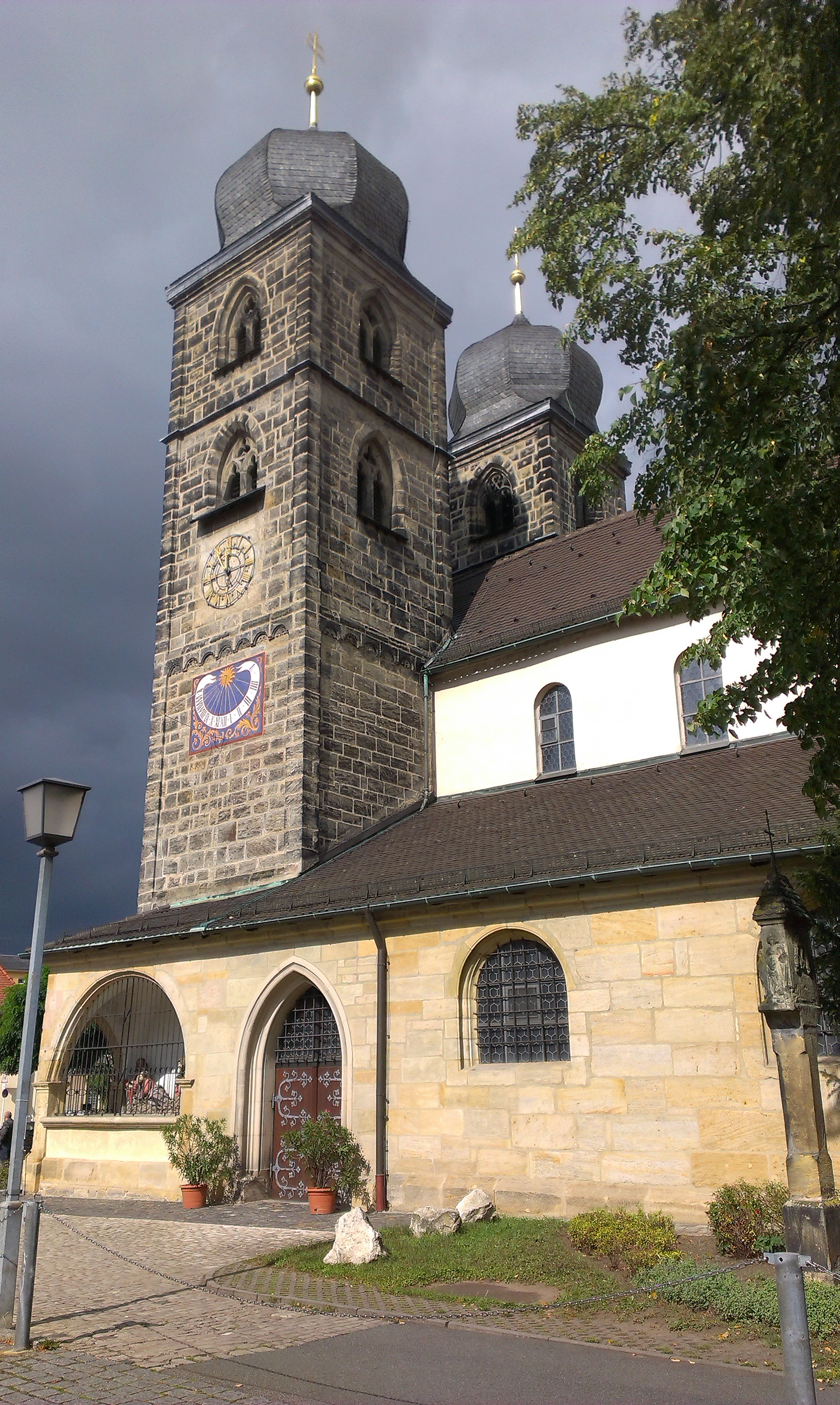
Südturm von Sankt Gangolf mit Sonnenuhr

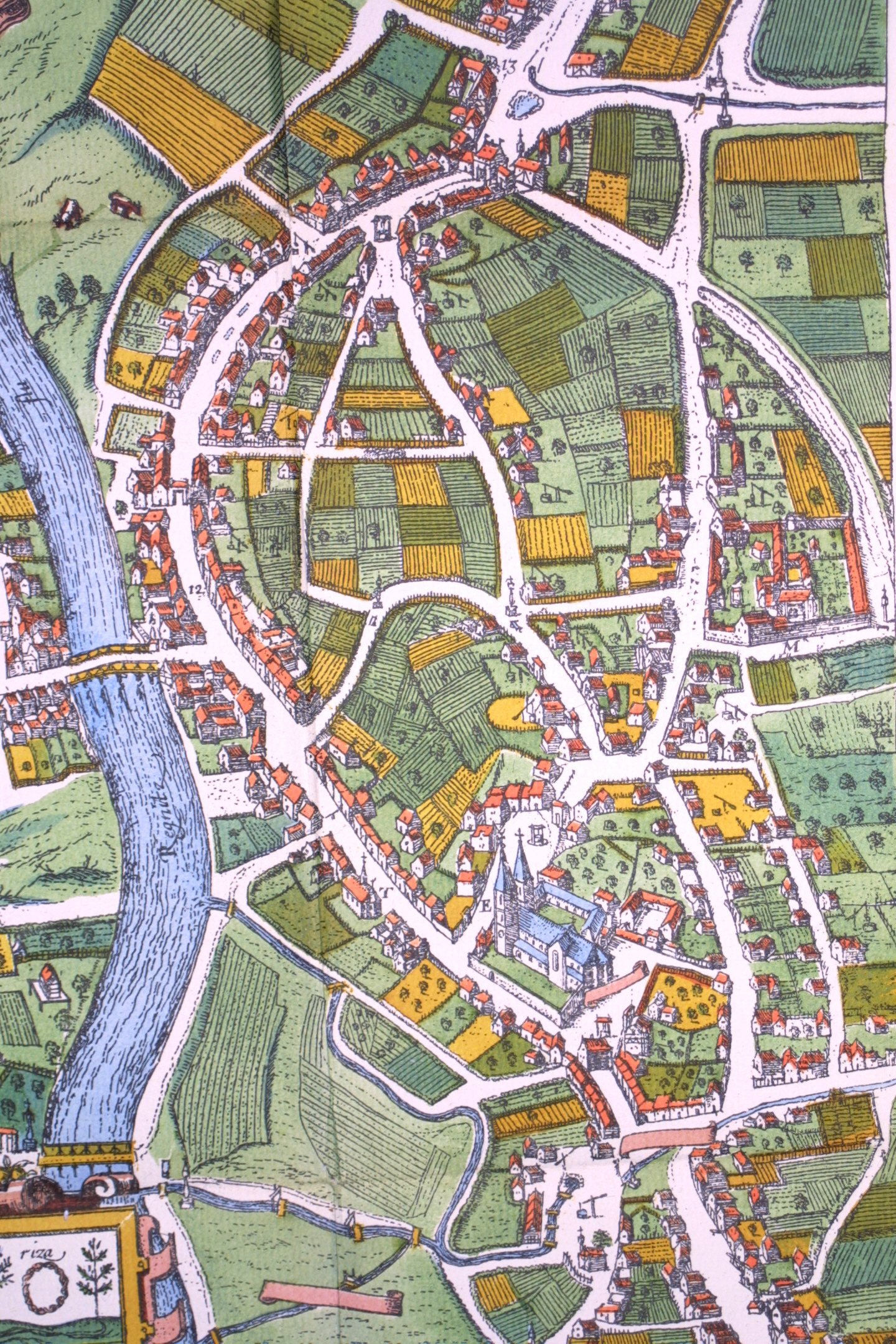
St. Gangolf auf dem Stadtplan von Georg Braun und Franz Hogenberg, um 1617

St. Gangolf ist eine katholische Pfarrkirche im Gärtnerviertel von Bamberg. Die ehemalige Stiftskirche ist der in seiner Grundsubstanz aus dem dritten Viertel des 11. Jahrhunderts stammende älteste erhaltene Sakralbau der Stadt.

## Sankt Gangolf
Der Heilige Gangolf lebte im 8. Jahrhundert in Burgund. Nachdem er sich von seiner untreuen Ehefrau getrennt hatte, ermordete ihn sein Nebenbuhler im Schlaf. Gangolf wurde ab dem folgenden Jahrhundert als Märtyrer verehrt und seine Reliquien kamen mit den Jakobspilgern nach Deutschland. In der Kirche befindet sich ein Teil des Hauptes des Heiligen Gangolf, das vermutlich aus Eichstätt stammt.

## Geschichte
Das dem Patronat der Heiligen Maria und Gangolf anvertraute Stift wurde 1057–59 durch Bischof Gunther von Bamberg zusammen mit dem Grafen Reginold Waldpot von Zwernitz gegründet. Der urkundlichen Überlieferung nach befand sich die zugehörige Kirche, eine flach gedeckte Basilika mit Chor und Apsis, 1059 bereits im Bau und wurde vermutlich 1063 geweiht.
Im frühen 12. Jahrhundert erfolgte in der Zeit des Bischofs Otto die Erweiterung um zwei Türme, wobei in kurzer zeitlicher Abfolge zuerst der Nord- und dann der Südturm entstand. Nachrichten über einen Brand aus dem Jahr 1185 sind im Dach über dem Mittelschiff dokumentiert, dessen Holz nach dendrochronologischer Untersuchung 1181–84 geschlagen wurde und somit zu den ältesten erhaltenen Dachwerken in Deutschland gehört.
Der Ausbau der Türme auf die endgültige Höhe in ihre frühgotischen Formen ist um 1300 zu datieren. Aus der gleichen Zeit stammt die Vorhalle zwischen den Türmen. Im Laufe des 14. Jahrhunderts entstanden die Sakristei sowie die schlichten rechteckigen Kapellen auf der Südseite. Mitte des 15. Jahrhunderts erfolgte eine umfangreichere Gotisierung des Innenraums. Wohl unter weitgehender Wahrung der ältesten Bausubstanz wurde das Langhaus mit neuen Spitzbogenarkaden unterfangen sowie ein neuer Chor mit Kreuzrippengewölbe errichtet.
Während die frühbarocken Turmhauben schon auf das Jahr 1671 zurückgehen, konnte die Barockisierung, die das Innere der Kirche in ihrer reichen Ausstattung am deutlichsten prägt, erst 1753 in Angriff genommen werden. Aus dieser Zeit stammen die Einwölbung des Langhauses sowie die Kapellen am nördlichen Seitenschiff, für die ein Kreuzgangflügel aufgegeben wurde.
Das Kollegiatstift wurde 1803 im Zuge der Säkularisation aufgelöst. Die Kirche wurde Pfarrkirche, die Propstei Pfarrhof, im Stiftsgebäude war eine Schule untergebracht.
1901 wurde vor dem Haupteingang an der Westseite eine weitere, historisierende Vorhalle nach Plänen von Hans Schurr errichtet. Die letzte umfangreiche Restaurierung erfolgte 2016–19.

## Architektur

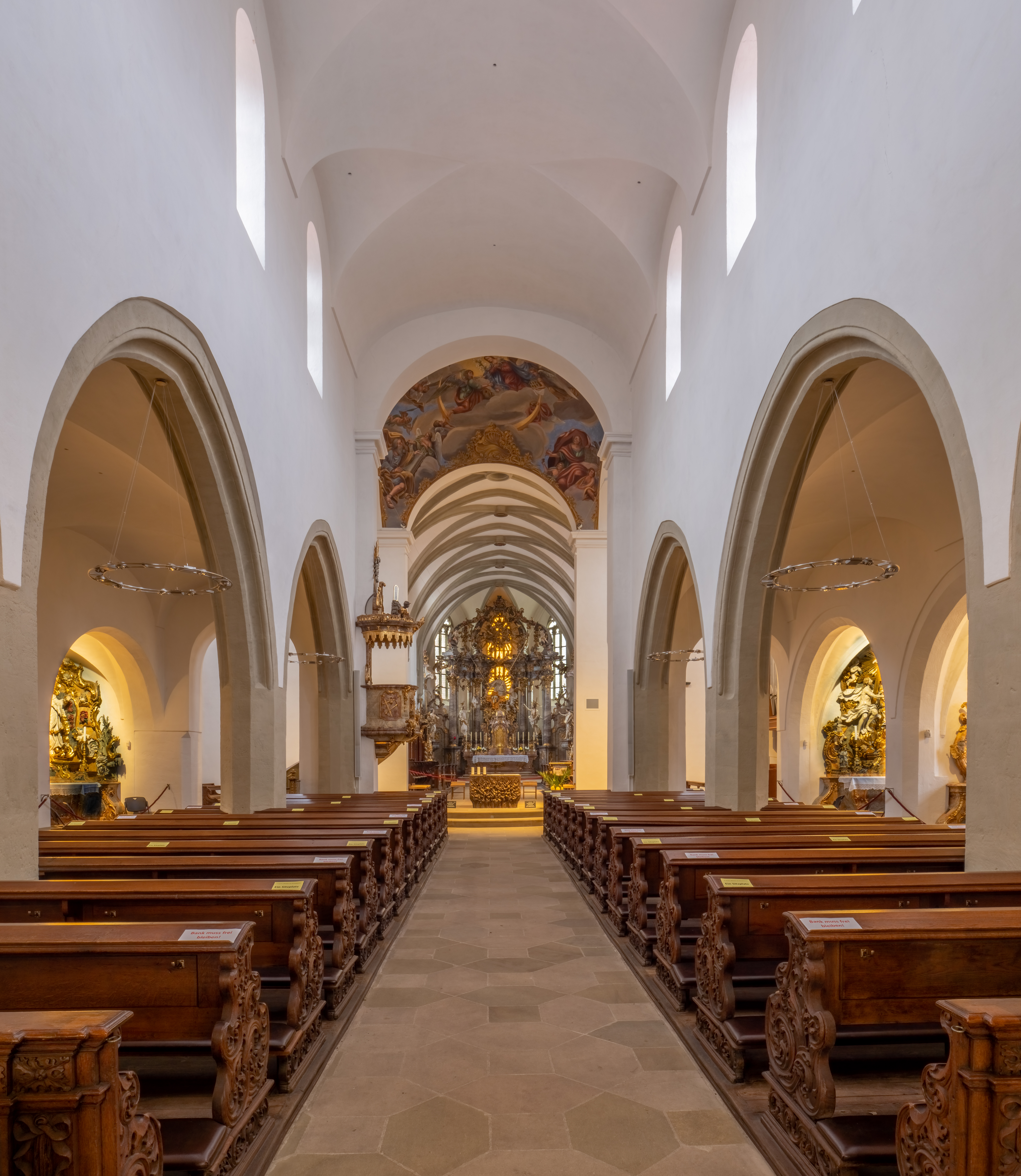
Innenraum

Die Kirche wurde als Stiftskirche in Form einer dreischiffigen Basilika auf östlichem Querschiff erbaut und im frühen 12. Jahrhundert mit zwei Türmen erweitert.
Die Kirche enthält Stilelemente der Romanik, der Gotik, des Rokoko und der Moderne.

## Orgel
Die Orgel wurde 1972 von der Firma Eisenbarth erbaut. Sie besitzt 24 Register, verteilt auf zwei Manualen und Pedal. Die Spieltraktur ist mechanisch, die Registertraktur elektrisch. Das Instrument hat folgende Disposition:
| I Hauptwerk C–g3 |           |       |
| 1.               | Pommer    | 16′   |
| 2.               | Prinzipal | 8′    |
| 3.               | Gedackt   | 8′    |
| 4.               | Oktave    | 4′    |
| 5.               | Nachthorn | 4′    |
| 6.               | Oktave    | 2′    |
| 7.               | Mixtur V  | 1 ⁄3′ |
| 8.               | Trompete  | 8′    |

| II Schwellwerk C–g3 |                       |              |
| 9.                  | Holzflöte             | 8′           |
| 10.                 | Spitzgambe            | 8′           |
| 11.                 | Prinzipal             | 4′           |
| 12.                 | Rohrflöte             | 4′           |
| 13.                 | Schwegel              | 2′           |
| 14.                 | Sesquialter II        | 2 ⁄3′+1 3⁄5′ |
| 15.                 | Scharff V             | 1′           |
| 16.                 | Französisch Krummhorn | 8′           |
| 17.                 | Schalmey              | 4′           |
|                     | Tremulant             |              |

| Pedal C–f1 |              |       |
| 18.        | Prinzipal    | 16′   |
| 19.        | Subbaß       | 16′   |
| 20.        | Oktave       | 8′    |
| 21.        | Gedackt      | 8′    |
| 22.        | Choralbaß    | 4′    |
| 23.        | Hintersatz V | 2 ⁄3′ |
| 24.        | Posaune      | 16′   |

- Koppel: II/I, I/P, II/P
- Spielhilfen: 2 freie Kombinationen, 1 Pedalkombination

## Glocken
Die beiden Glocken aus dem 14. Jahrhundert zählen zu den klanglich bedeutendsten Bambergs. Im Jahre 1985 ergänzte die Glockengießerei Rudolf Perner vier Glocken. Die Aufhängung der Heinrichsglocke und insbesondere der alten Gangolfsglocke von 1311 an tief verkröpften Stahljochen führte zu klanglichen Einbußen.
| Nr. | Name           | Gussjahr | Gießer               | Durchmesser (mm) | Masse (kg) | Schlagton (HT-1/16) |
| 1   | Heinrich       | 1985     | Rudolf Perner        | 1403             | 1500       | d1 ±0               |
| 2   | Kunigunde      | 1985     | Rudolf Perner        | 1275             | 1235       | e1 −1               |
| 3   | Gangolf        | 1311     | unbekannt            | 1245             | ≈1500      | fis1 +3             |
| 4   | Angelus Domini | 14. Jh.  | unbekannt            | 1122             | ≈1100      | g1 ±0               |
| 5   | Maria          | 15. Jh.  | Nürnberger Gießer(?) | 926              | 505        | h1 ±0               |
| 6   | Otto           | 1985     | Rudolf Perner        | 715              | 210        | d2 ±0               |
| 7   | Gangolf        | 1985     | Rudolf Perner        | 633              | 145        | e2 +2               |

## Geistliche an dieser Kirche
- Melchior Ignaz Stenglein (1745–1827), katholischer Theologe, Geistlicher und Hochschullehrer, Kapitular und Scholastiker am Stift
- Johann Schweitzer, Pfarrer und Historiker
- Georg Meixner, Pfarrverweser 1937–1941, Domkapitular, bayerischer Politiker